# San Pietro in Casale
San Pietro in Casale ist eine italienische Gemeinde (comune) mit 12.929 Einwohnern (Stand 31. Dezember 2023) in der Metropolitanstadt Bologna in der Emilia-Romagna. Die Gemeinde liegt etwa 21 Kilometer nördlich von Bologna und etwa 23 Kilometer südwestlich von Ferrara.

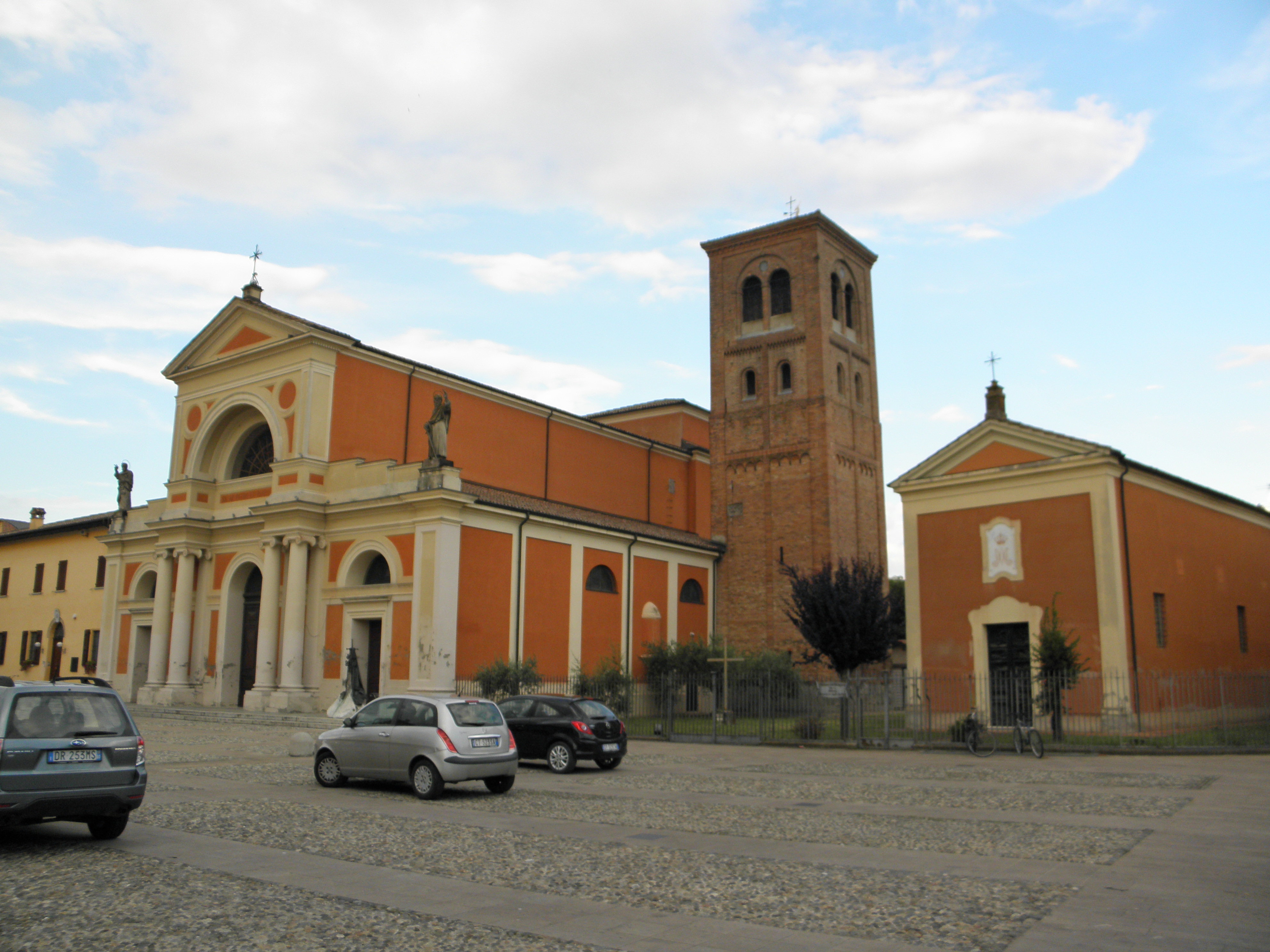
Kirche St. Peter und Paul (Santi Pietro e Paolo)

## Geschichte
Als „San Pietro in Casale“ erscheint ein Ort erstmals 1223. 2002 übersprang die Gemeinde die 10.000-Einwohner-Marke.

## Gemeindepartnerschaft
San Pietro in Casale unterhält eine Partnerschaft mit der tschechischen Stadt Benešov im Středočeský kraj (Mittelböhmen).

## Verkehr
Die Gemeinde liegt etwa 6 Kilometer westlich von der Autostrada A13, die sich von Padua nach Bologna in Nord-Süd-Richtung erstreckt. Der Bahnhof liegt fast in der Ortsmitte an der Bahnstrecke Padua–Bologna.

## Töchter und Söhne der Gemeinde
- Adler Capelli (* 1973), Bahnradsportler
- Giovan Battista Fabbri (1926–2015), Fußballspieler und -trainer
- Allegro Grandi (1907–1973), Radrennfahrer
- Umberto Sacchetti (1874–1944), Opernsänger